# Claremontia brevicornis
Claremontia brevicornis är en stekelart som först beskrevs av Carl Gustav Alexander Brischke 1883.  Claremontia brevicornis ingår i släktet Claremontia, och familjen bladsteklar. Enligt den finländska rödlistan är arten sårbar i Finland. Arten är reproducerande i Sverige. Artens livsmiljö är torra gräsmarker.